# Lithobole
 (mai 2021).
Si vous disposez d'ouvrages ou d'articles de référence ou si vous connaissez des sites web de qualité traitant du thème abordé ici, merci de compléter l'article en donnant les références utiles à sa vérifiabilité et en les liant à la section « Notes et références ».

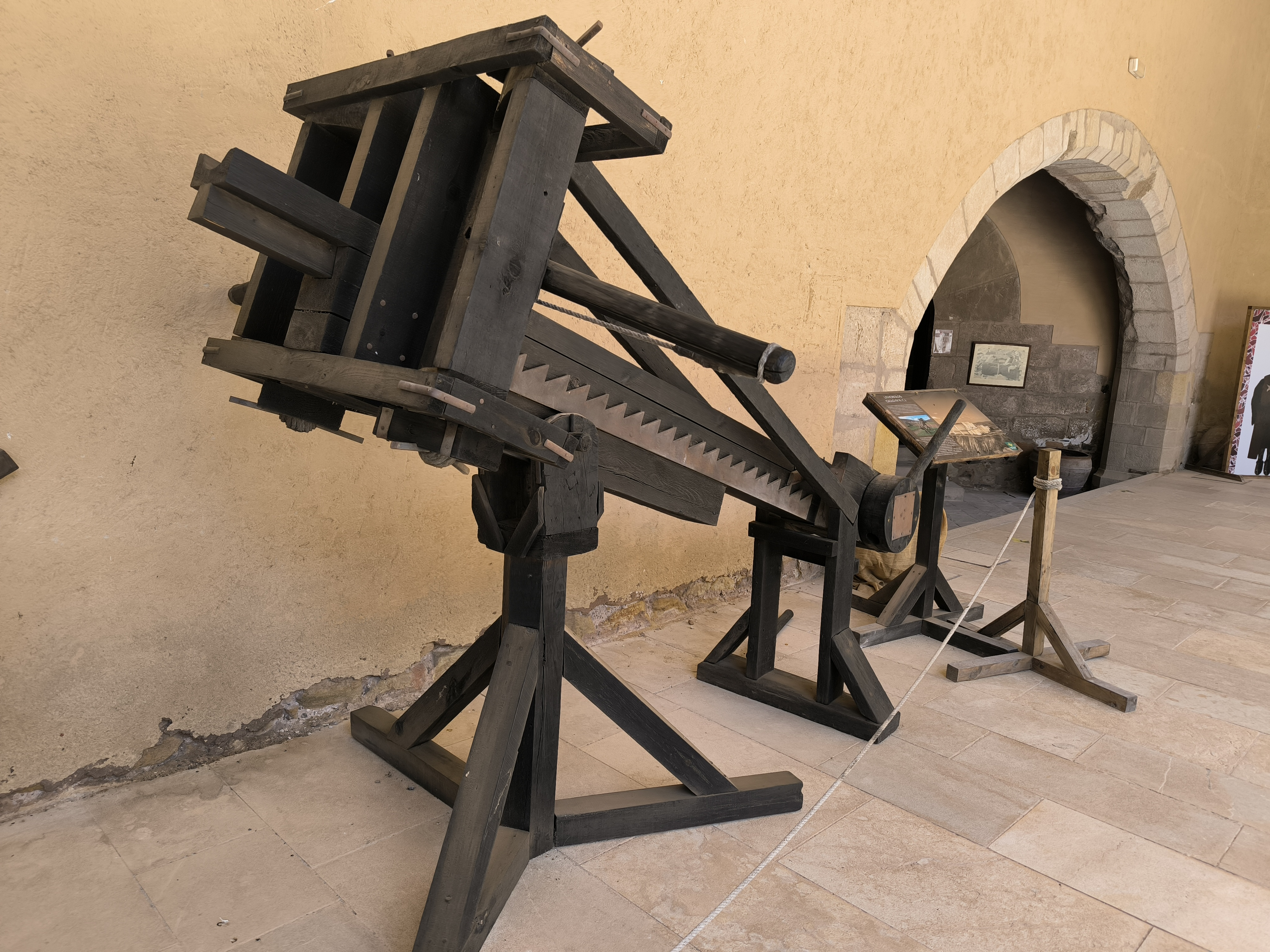
Lithobolos en Chateaux de Mora de Rubielos

Un lithobole, appelé aussi pétrobole est une machine de guerre antique servant de catapulte à boulets de pierre, pouvant envoyer des projectiles de 1 à 80 kg. Les machines les plus lourdes pouvaient ébranler les parapets des chemins de ronde ou, inversement, les charpentes des tours de siège.

## Historique
Elle a été utilisée par les armées de Philippe II et d’Alexandre le Grand.